# (72555) 2001 EM4
(72555) 2001 EM4 – planetoida z pasa głównego asteroid okrążająca Słońce w ciągu 4,62 lat w średniej odległości 2,77 j.a. Odkryta 2 marca 2001 roku.